# Adoretus aeneiceps
Adoretus aeneiceps är en skalbaggsart som beskrevs av Ohaus 1940. Adoretus aeneiceps ingår i släktet Adoretus och familjen Rutelidae. Inga underarter finns listade i Catalogue of Life.